# Congresso dos Nacionalistas Ucranianos
O Congresso dos Nacionalistas Ucranianos (em ucraniano:  Конгрес українських націоналістів Konhres ukrayinskykh natsionalistiv) é um partido político de extrema direita na Ucrânia. Foi fundado em 18 de outubro de 1992 e registrado no Ministério da Justiça em 26 de janeiro de 1993. A líder do partido desde sua formação e até sua morte em 2003 foi Yaroslava Stetsko.

## História
O partido foi criado no final de 1992 pelo Émigré da Organização dos Nacionalistas Ucranianos (OUN) por iniciativa de Slava Stetsko e Roman Zvarych. Foi registrado em 26 de janeiro de 1993 pelo Ministério da Justiça ucraniano e foi o 11º partido político na Ucrânia que foi oficialmente registrado.
Em 19 de novembro de 2018, o Congresso de Nacionalistas Ucranianos e outras organizações políticas nacionalistas ucranianas, Organização de Nacionalistas Ucranianos, Setor Direita e C14 endossaram a candidatura de Ruslan Koshulynskyi nas eleições presidenciais ucranianas de 2019. Na eleição Koshulynskyi recebeu 1,6% dos votos.
Nas eleições locais ucranianas de 2020, o partido ganhou 17 deputados (0,03% de todos os mandatos disponíveis).